# Liste der Kulturdenkmale in Machern

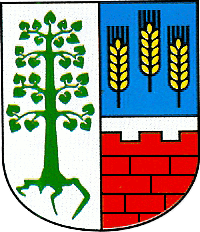
Wappen von Machern

In der Liste der Kulturdenkmale in Machern sind die Kulturdenkmale der sächsischen Gemeinde Machern verzeichnet, die bis Juni 2025 vom Landesamt für Denkmalpflege Sachsen erfasst wurden (ohne archäologische Kulturdenkmale). Die Anmerkungen sind zu beachten.
Diese Aufzählung ist eine Teilmenge der Liste der Kulturdenkmale im Landkreis Leipzig.

## Machern
| Bild                                    | Bezeichnung | Lage                                                                                           | Datierung | Beschreibung | ID       |
| --------------------------------------- | --- | ---------------------------------------------------------------------------------------------- | --- | --- | -------- |
| Weitere Bilder                          | Wohnhaus und Gartenhaus mit Aussichtsturm | Burgunderteich 1 (Karte)                                                                       | 1932 (Wohnhaus); 1937 (Gartenhaus) | Wohnhaus im Stil der klassischen Moderne der Zeit um 1930, benachbartes „Parkhaus mit Aussichtsturm“ (Bauakte) im romantischen Heimatstil der 1930er Jahre, Architekt beider Gebäude war Hugo Koch, Nerchau, baugeschichtliche und künstlerische Bedeutung. - Wohnhaus: zweigeschossig, mit Anbauten, verputzt, Flachdächer, im Stil des Neuen Bauens, in frühen 1990er Jahren nicht ganz denkmalgerecht erneuert (Wärmedämmputz, Kunststofffenster und -tür, Pergola erneuert), im Inneren originaler Türbestand, allerdings größtenteils ohne Beschläge, in Küche und Wohnzimmer Einbauschränke, Wohnzimmer mit Kamin (Rahmung in Travertin?) - „Parkhaus“: zweigeschossig mit Walmdach, Aussichtsturm, Natursteinmauerwerk, unverputzt, Mauer und Toranlage | 08967083 |
|                                         | Pfarrhaus | Dorfstraße 15 (Karte)                                                                          | Mitte 19. Jahrhundert | Einfach gegliederter Putzbau, rundbogiges Türgewände in Naturstein, von ortshistorischer und bauhistorischer Bedeutung. Zweigeschossig, vermutlich massiv, Walmdach mit Gauben, Türgewände in Naturstein, Fenster mit Putzfaschen, profilierte Traufe, Gesimsband, originale Tür (Fenster denkmalgerecht erneuert). | 08972980 |
|                                         | Landhaus Eichenhof | Eichenweg 27 (Karte)                                                                           | 1939–1940 | Eingeschossiger Putzbau mit hohem Satteldach, Giebel verbrettert, typischer Bau der Zeit um 1940 in gutem Originalzustand, bau- und ortsentwicklungsgeschichtliche Bedeutung. Das Gebäude wurde 1939/40 als Land- bzw. Wochenendhaus für Carl Krameyer, Hauptmann a. D., errichtet. Die Pläne erarbeitete der Architekt Hanns Fritz Stein aus Leipzig. Es handelt sich um einen Massivbau, eingeschossig mit ausgebautem Satteldach, über winkligem Grundriss. Die Fassaden mit Kellenputz über Natursteinsockel, der Putz stellenweise mit Quadern durchsetzt, Giebel verbrettert, Anbau mit Walmdach. Bei Vergleich mit ähnlichen Bauwerken dieser Zeit (z. B. in Bauzeitschriften wie „Der Baumeister“) zeigt sich, dass es sich hier sowohl um ein anspruchsvoll gestaltetes als auch zeittypisches Dokument der damaligen Baukultur handelt. Das Gebäude bezeugt demnach die Bauentwicklung der Zeit um 1940 unter dem Aspekt einer bestimmten Bauaufgabe. Als Teil des Wohngebietes „Waldwinkel“ hat es auch ortsentwicklungsgeschichtliche Bedeutung. Die ersten Gebäude auf dem südöstlich der alten Ortslage gelegenen ehemaligen Waldstück entstanden am Anfang des 20. Jahrhunderts. Eine umfassende Bautätigkeit setzte allerdings erst in den 1930 Jahren ein, als der „Waldwinkel“ parzelliert wurde und sich zur Wohnsiedlung entwickelte. Das Landhaus Eichenhof veranschaulicht diese Erweiterungsphase in der Ortsgeschichte.                                                                                                 | 08972981 |
| Weitere Bilder                          | St. Nikolai-Kirche mit Ausstattung, Kirchhof mit Einfriedung, Grabmalen und Kriegerdenkmal für die Gefallenen des Ersten Weltkrieges | Kirchgasse (Karte)                                                                             | Im Kern 14./15. Jahrhundert (Kirche); wohl 13. Jahrhundert (Taufe); Anfang 16. Jahrhundert (Mondsichelmadonna); um 1520 (Altar); 1874 (Orgel) | Mittelalterliche Chorturmkirche, in barocker Zeit überformt, baugeschichtlich, ortsgeschichtlich und ortsbildprägend von Bedeutung. - Chorturmkirche: verputzter Bruchsteinbau, eingezogener Chor mit polygonalem Schluss, Turm über quadratischem Grundriss mit oktogonalem Aufsatz und Haube, Rundbogenfenster, einfache Putzgliederung, (Renaissanceportal von 1615 zur Zeit entfernt), Sakristeianbau mit schönen Rokokoportalen, im Inneren: Sternrippengewölbe im Chor, im Saal Flachdecke, einfache Emporen - Kriegerdenkmal: Steinblock mit Eichenlaub, metallene Inschrifttafel „Unseren Gefallenen, in dankbarem Gedenken die Gemeinde Machern“ und Namen der Toten, Eisernes Kreuz und Jahreszahlen „1914–1918“ in Metall - Grabmale: 19. und 20. Jahrhundert | 08972984 |
|                                         | Villa mit Garten und Einfriedung | Nepperwitzer Weg 6 (Karte)                                                                     | Um 1905 | Repräsentativer gründerzeitlicher Putzbau, baugeschichtliche Bedeutung. Ziegelmauerwerk, verputzt über Nährstein- und Ziegelsockel, zweigeschossig, Krüppelwalmdach, bewegte Baukörpergestaltung durch Vor- und Rücksprünge sowie Anbauten, im Inneren wohl einige historische Ausstattungselemente (Treppenhaus, Innentüren), Einfriedung: Naturstein, Holztore. | 09301284 |
| Direkt Bild zu diesem Denkmal hochladen | Ehemalige Villa Schötter mit ehemaligem Nebengebäude und Gartenanlage | Plagwitzer Weg 6d, 6e (Karte)                                                                  | Um 1907 | Malerischer Putzbau im Landhausstil um 1900, Zierfachwerk und Klinkergliederung, Nebengebäude dem Villenbau gestalterisch angepasst, in DDR-Zeiten als Kinderheim für Beschäftigte der Leipziger Verkehrsbetriebe genutzt, baugeschichtlich von Bedeutung | 09307194 |
| Weitere Bilder                          | Villa, ehemaliges Nebengebäude (Kutscherhaus und Remise, Plagwitzer Weg 8A) mit Toreinfahrt und Einfriedung sowie Garten | Plagwitzer Weg 8, 8a (Karte)                                                                   | Um 1905 | Malerischer Villenbau im Landhausstil um 1900, Architekt war Emil Franz Hänsel (Leipzig), abwechslungsreiche Baukörpergestaltung, Zierfachwerk, ehemaliges Nebengebäude dem Villenbau gestalterisch angepasst, in DDR-Zeiten als Kinderheim für Beschäftigte der Leipziger Verkehrsbetriebe genutzt, baugeschichtlich von Bedeutung - 1. Gebäude (Haus 2): zweigeschossiger Massivbau, Obergeschoss zum Teil Fachwerk, Putzgliederung, Krüppelwalmdach mit Ausbauten, Fenstersohlbänke in Ziegelstein, Putzsockel in Spritzputz, originale Fenster. - 2. Gebäude (Haus 4): zweigeschossiger Massivbau, Obergeschoss zum Teil Fachwerk, Giebel verbrettert mit Balkon,Bruchsteinsockel, repräsentativer Eingang mit Originaltür, malerische Ansicht | 08973034 |
| Weitere Bilder                          | Gedenkstein flankiert von zwei LDE-Steinen (Markierungssteinen der Leipzig-Dresdner Eisenbahn-Compagnie) | Polenzer Straße (Karte)                                                                        | Um 1840 (LDE-Steine); 1986 (Gedenktafel) | Gedenkstein zum Beginn der Erdarbeiten für die erste deutsche Ferneisenbahnstrecke Leipzig–Dresden bei Machern 1836, daneben zwei Markierungssteine der Leipzig-Dresdner Eisenbahn-Compagnie, von eisenbahngeschichtlicher und ortshistorischer Bedeutung. - Gedenkstein: größerer Naturstein mit Gedenktafel, darauf Darstellung eines Flügelrades sowie Inschrift „Ingenieurtechnische Pionierarbeit. 1. März 1836 Beginn der Erdarbeiten bei Machern für die erste deutsche Ferneisenbahn Leipzig–Dresden“ - Zwei LDE-Steine: kleine Natursteine, Inschrift „L.D.E.“ (Leipzig-Dresdner Eisenbahn), befanden sich ehemals an der Leipzig-Dresdner Eisenbahnstrecke und markierten zusammen mit weiteren derartigen Steinen den Streckenverlauf, gehören zu den wenigen erhaltenen Markierungssteinen der LDE und zeugen von den Anfängen der Strecke als Privatbahn, vermutlich im Zuge der Streckenprojektierung/des Streckenbaus 1835–1839 aufgestellt, spätestens aber bis 1876 (Verstaatlichung der Leipzig-Dresdner Eisenbahn-Compagnie, im Netz der Königlich Sächsischen Staatseisenbahnen nachfolge übliche Streckenkilometrierung), mit ihrer Aufstellung als Eisenbahndenkmal 1986 aus dem ursprünglichen Streckenzusammenhang gelöst, von Seltenheitswert | 08972986 |
|                                         | Wohnhaus mit Nebengebäude | Schloßgasse 3 (Karte)                                                                          | Um 1900 | Weitgehend im Originalzustand erhaltenes Klinkergebäude der Gründerzeit, als Zeugnis bäuerlicher Bau- und Lebensweise der Jahrhundertwende um 1900 von baugeschichtlicher Bedeutung. - Wohnhaus: eingeschossig, mit Drempel, Klinkerbau (roter Klinker mit gelber Klinkergliederung), Sohlbänke in Kunststein, Bruchsteinsockel, Satteldach, originale Tür, zum Teil originale Fenster und Fensterläden - Seitengebäude: zweigeschossig, Pultdach, Klinkerbau, originale Türen | 08972982 |
| Weitere Bilder                          | Schloss und Park Machern (Sachgesamtheit) | Schloßplatz 1, 2, 2a, 2b, 3, 4a, 4b, 4c, 4d, 4e, 4f, 5, 6, 6b (Goethestraße 1, 1a, 23) (Karte) | Im Kern 16. Jahrhundert (Schloss); 1711–1733, später überformt (Schloss); ab 1760 (Park); 1782–1799 (Park)                                    | Sachgesamtheit Schloss und Park Machern mit folgenden Einzeldenkmalen: Schloss (Nr. 1), Orangerie (Nr. 3), sogenannte Ritterburg (mit Turm), zwei Tempel, künstliche Ruine (genannt Wilhelms Ruh), Pyramide (Mausoleum), Lindenau-Denkmal und Rittergrab im Park (08972976), weiterhin Wohn- und Wirtschaftsgebäude des Rittergutes (Nr. 2a, 08972975), dazu Parkanlage und die Sachgesamtheitsteile: Nebengebäude des Rittergutes (Nr. 2, 2b, 6); schönes mehrflügeliges barockes Schloss mit Turm, ursprünglich Wasserburg, im Inneren sogenannte Ritterstube (neogotischer Saal von 1799), großartiger alter und berühmter Park mit Teichen und Denkmälern (Ritterburg mit Wachtturm, Pyramide oder Mausoleum, Tempel der Hygieia und weitere), einer der frühesten und bedeutenden deutschen Landschaftsparks des 18. Jahrhunderts nach englischem Vorbild, von gartenkünstlerischer, kunsthistorischer, bauhistorischer und ortshistorischer Bedeutung. - Park: englischer Landschaftsgarten mit Teichen und Gräben - Parkarchitekturen: Tempel der Hygieia (1797), ehemalige Eremitage (1784, 1947 abgebrannt), ehemaliger Schneckenberg, ehemaliger Schießsalon mit Schießwand, Wilhelms Ruh (künstliche Ruine um 1790), Reste des ehemaligen Bauernhauses (um 1790), Ritterburg (1795/1796), Mausoleum (1792), das Monument (1784), Agnestempel (1806), Rittergrab, ehemalige gotische Brücke (1791) - Störelemente: Neubauten Schloßplatz 4a/4b/4c/4d/4e/4f, 5, 6b, Schule und Sportplatz Goethestraße 1/1a und Neubau Goethestraße 23 | 09304496 |
| Weitere Bilder                          | Schloss Machern (Nr. 1), Orangerie (Nr. 3), sogenannte Ritterburg (mit Turm), zwei Tempel, künstliche Ruine (genannt Wilhelms Ruh), Pyramide (Mausoleum), Lindenau-Denkmal und Rittergrab im Park (Einzeldenkmale der Sachgesamtheit 09304496) | Schloßplatz 1, 3 (Karte)                                                                       | Im Kern 16. Jahrhundert | Einzeldenkmale der Sachgesamtheit Schloss und Park Machern; schönes mehrflügeliges barockes Schloss mit Turm, ursprünglich Wasserburg, im Inneren sogenannte Ritterstube (neogotischer Saal von 1799), großartiger alter und berühmter Park mit Teichen und Denkmälern (Ritterburg mit Wachtturm, Pyramide oder Mausoleum, Tempel der Hygieia und weitere), einer der frühesten und bedeutenden deutschen Landschaftsparks des 18. Jahrhunderts nach englischem Vorbild, von gartenkünstlerischer, kunsthistorischer, bauhistorischer und ortshistorischer Bedeutung. - Schloss: Dreiflügelanlage, zweigeschossig, Mansarddach, Putzbau, Hauptportal mit Wappen, vor Portal Steinbrücke, an Südseite Altan, im Hof Treppenturm, im Inneren: Erdgeschoss gewölbt, sogenannte Ritterstube (neogotischer Saal von 1799), Rokokostuckdecken im Obergeschoss | 08972976 |
|                                         | Wohn- und Wirtschaftsgebäude des Rittergutes (Einzeldenkmal der Sachgesamtheit 09304496) | Schloßplatz 2a (Karte)                                                                         | Um 1800, später überformt | Einzeldenkmal der Sachgesamtheit Schloss und Park Machern; Teil des Rittergutes Machern, ehemaliges Milchhaus neben dem Kuhstall, von ortshistorischer Bedeutung. Zweigeschossig, massiv, Sockel: Sandstein und vermutlich Porphyrtuff, verputzt, Tür- und Fenstergewände größtenteils in Sandstein, Satteldach mit Dachausbau, einfache Traufe, Türen und Fenster erneuert. | 08972975 |
|                                         | Villa mit Gartenlaube | Wurzener Straße 67 (Karte)                                                                     | Um 1910 | Markante Villa am Ortseingang mit reichem Originalbestand, Putzbau mit Fachwerkelementen, im Reform- und Jugendstil der Zeit um 1910, baugeschichtlich von Bedeutung. - Villa: eingeschossiger Putzbau mit Keller- und Dachgeschoss, Satteldach und Dachhaus, Altan mit segmentbogenförmigen Holzstreben, polygonaler Standerker, Buntglasfenster, Windfang, Dachgeschoss mit Zierfachwerk, Biberschwanzdeckung - Laube: eingeschossiger Putzbau mit überdachtem Eingang, Holzstreben, Walmdach, Segmentbogenfenster original erhalten, Biberschwanzdeckung | 08973007 |
|                                         | Villa Voigtländer und Nebengebäude | Zeititzer Weg 40 (Karte)                                                                       | Um 1910 | Kulturhistorisch interessantes, repräsentatives Landhaus der Jahrhundertwende mit Heimatstilanklängen. Eingeschossiger einfacher Putzbau ohne Gliederung, hohes Souterrain, reich bewegte Dachlandschaft mit Giebeln, Mansarddach, Obergeschoss Fachwerk, Sohlbänke der Fenster in Ziegelstein, rückwärtig Veranda (Fenster denkmalgerecht erneuert). Nebengebäude (Abbruch vor 2012): eingeschossiger Putzbau, Walmdach, Ziegelsteintraufe. | 08972988 |

### Ehemalige Denkmäler (Machern)
| Bild                                    | Bezeichnung                                                       | Lage                      | Datierung    | Beschreibung | ID       |
| --------------------------------------- | ----------------------------------------------------------------- | ------------------------- | ------------ | --- | -------- |
| Direkt Bild zu diesem Denkmal hochladen | Landhaus oder Wochenendhaus (Umgebinde)                           | Fichtengang 23 (Karte)    | 1930er Jahre | Umgebindehaus der 1930er Jahre, bauhistorische Bedeutung als Heimatstilbau. Eingeschossig, Umgebinde, Giebel Fachwerk (zum Teil verbrettert), sonst massiv, abgeschleppter Anbau, Satteldach. Zwischen 2017 und 2024 aus der Denkmalliste gestrichen. | 08972979 |
|                                         | Ehemalige Remise (mit Kutscherhaus), mit Einfriedung und Torbogen | Plagwitzer Weg 8a (Karte) | Um 1905      | Repräsentatives Bauwerk der Zeit um 1900 im Heimatstil, Teil der benachbarten Villen Plagwitzer Straße 6d/6e, baugeschichtlich von Bedeutung. Ehemalige Remise der Villen Plagwitzer Weg 6e, 6d: eingeschossiger Massivbau, Satteldach, abwechslungsreiche Baugestalt, zum Teil Naturstein, Torbogen, Giebel in Fachwerk, Holzbalkon. Zwischen 2017 und 2024 in Denkmal 08973034 integriert. | 08972990 |

## Dögnitz
| Bild           | Bezeichnung                                              | Lage                          | Datierung                              | Beschreibung | ID       |
| -------------- | -------------------------------------------------------- | ----------------------------- | -------------------------------------- | --- | -------- |
|                | Kriegerdenkmal für die Gefallenen des Ersten Weltkrieges | Dögnitz (Karte)               | 1919                                   | Von ortshistorischer Bedeutung. Steinerne Stele mit Eisernem Kreuz als Abschluss, Inschrift „Fürs Vaterland fielen im Weltkriege 1914–1918 aus unserer Gemeinde“ und Namen der Toten. | 08973031 |
| Weitere Bilder | Gasthof mit Seitengebäude und Toranlage                  | Dögnitz 1 (Karte)             | Bezeichnet mit 1900, in der Dachfläche | Straßenbildprägender Klinkerbau der Zeit um 1900, ortshistorische Bedeutung. - Gasthof: zweigeschossig, massiv, Ziegelstein (gelber Ziegel mit roter Ziegelsteingliederung), Rückseite: Mittelrisalit mit erhöhtem Giebelabschluss, Fenstersohlbänke aus Kunststein, Satteldach mit originaler Ziegeldeckung, Bruchsteinsockel, ehemaliger Eingang mit Vorbau - Seitengebäude: eingeschossig, gelber Ziegelsteinbau mit roter Ziegelsteingliederung, Satteldach | 08973032 |
| Weitere Bilder | Wegestein                                                | Dögnitz 1 (gegenüber) (Karte) | 19. Jahrhundert                        | Sandstein, Inschrift außergewöhnlich gestaltet, verkehrsgeschichtlich von Bedeutung. Quadratische Sandsteinstele mit besonderer Gestaltung der Inschriften „Dorf Dögnitz ...gericht Wurzen“, „Machern 1 St.“, „Püchau 1/ St. Nepperwitz 1/4 St.“. Wegestein als Zeugnis der verkehrstechnischen Erschließung des ländlichen Raumes von verkehrsgeschichtlicher Bedeutung.                                                                                       | 08973033 |

## Gerichshain
| Bild           | Bezeichnung | Lage                        | Datierung | Beschreibung | ID       |
| -------------- | --- | --------------------------- | --- | --- | -------- |
| Weitere Bilder | Kirche mit Ausstattung sowie Kirchhof mit Einfriedung, Grabmalen und Kriegerdenkmal für die Gefallenen des Ersten Weltkrieges                                        | Kirchstraße (Karte)         | Bezeichnet mit 1785 (Kirche); 1785 (Kirchenausstattung); 1802/03 (Orgel); 2. Hälfte 19. Jahrhundert (Taufe); nach 1918 (Kriegerdenkmal) | Barocke Saalkirche mit polygonalem Chorschluss und Westturm, baugeschichtlich, ortsgeschichtlich und ortsbildprägend von Bedeutung. - Kirche: Saalkirche, polygonaler Schluss, Turm über quadratischem Grundriss, oktogonaler Aufsatz und Haube, verputzter Bruchsteinbau mit Satteldach, Wetterfahne bezeichnet mit 1785 - Grabmale: Erbbegräbnis Familie F. Aug. Berger (um 1935), Erbbegräbnis Holmbach (um 1925), klassizistischer Grabstein - Kriegerdenkmal: drei Bruchsteine mit Inschriften „Für Treue ward uns der Tod zur Treue gemahne er Euch“, „Die dankbare Heimat“, „Unsere Helden“ und Lorbeerkränze, Stahlhelm, Eisernes Kreuz, Eichenlaub         | 08972995 |
|                | Wohnhaus und Vorgarteneinfriedung eines Bauernhofes | Leipziger Straße 29 (Karte) | Um 1800 | Zeugnis bäuerlicher Bau- und Lebensweise der Zeit um 1800 in Fachwerkbauweise, baugeschichtlich von Bedeutung. - Wohnhaus: zweigeschossig, Erdgeschoss massiv, Obergeschoss Fachwerk, Krüppelwalmdach, Fenster erneuert, Hofseite verputzt, Fenstergewände in Holz - Einfriedung: als Ziergitter | 08972994 |
|                | Wohnhaus, daran angebautes Seitengebäude, Auszugshaus, Scheune, Toranlage (Toreinfahrt und Pforte), Einfriedung der Vorgärten und Hofpflasterung eines Vierseithofes | Leipziger Straße 35 (Karte) | 1881 (Scheune); 1905 (Bauernhaus) | Geschlossen erhaltene Hofanlage der Jahrhundertwende, Wohnhaus ein Putzbau mit Ziegelgliederungen, baugeschichtlich von Bedeutung. - Wohnhaus: zweigeschossig, Massivbau, Erdgeschoss und Sockel Klinker, Obergeschoss verputzt, Fenstergliederung vermutlich in Kunststein, Mittelrisalit mit Giebel, Krüppelwalmdach, Klinkertraufe, Tür und Fenster erneuert - Auszugshaus: eineinhalbgeschossig, Erdgeschoss Bruchstein mit Klinkergliederung (Hofseite verputzt), Obergeschoss Klinker, Satteldach, ältere Türen und Fenster - Scheune: Massivbau, verputzt, Satteldach, Stall: zweigeschossig, Massivbau, verputzt, Satteldach, insgesamt Biberschwanzdeckung | 08972993 |
|                | Wohnhaus und Toranlage (Toreinfahrt und Pforte) eines ehemaligen Vierseithofes                                                                                       | Leipziger Straße 39 (Karte) | Ende 18. Jahrhundert | Eines der ältesten Bauernhäuser im Ort mit markanter Giebelseite in Fachwerk, baugeschichtlich von Bedeutung. - Wohnhaus: zweigeschossig, Erdgeschoss massiv, Obergeschoss Fachwerk, Mansarddach, Biberschwanzdeckung, hakenförmiger Grundriss, seitlicher Anbau mit Krüppelwalmdach und aufgebrettertem Fachwerk im Obergeschoss - Torpfeiler: massiv, Klinkergliederung (Deutsches Band), Kugelaufsatz | 08972992 |
| Weitere Bilder | Wohnhaus und Toranlage (Toreinfahrt und Pforte) eines ehemaligen Dreiseithofes                                                                                       | Leipziger Straße 43 (Karte) | 1. Hälfte 19. Jahrhundert | Obergeschoss Fachwerk verputzt, Zeugnis bäuerlicher Bau- und Lebensweise vergangener Zeit, baugeschichtlich von Bedeutung. Zweigeschossig, Erdgeschoss massiv, Obergeschoss Fachwerk, insgesamt verputzt, Krüppelwalmdach, Tor mit Leutepforte, alte Holztür. | 08973026 |
|                | Villa Hübner mit Einfriedung | Leipziger Straße 44 (Karte) | 1905–1906 | Reich gegliederter Putzbau mit Ziegelsockel, Eckturm und Volutengiebel, gut gestaltete Architektur in markanter Straßenlage, Architekt: Karl Hunger, Leipzig, baugeschichtlich von Bedeutung. Eingeschossiger Putzbau mit Keller und Dachgeschoss, Mansarddach, Klinkergliederung, bewegte Dachlandschaft mit Zwerchhaus, Ecktürmchen mit Welscher Haube, seitlicher Treppenaufgang auf Klinkersockel, Eisengitter, hervorkragender Eingang mit rundbogiger Überdachung, gekehlte Traufe, am Zwerchhausgiebel neobarocke Kartusche, Fenster denkmalgerecht erneuert. - Einfriedung auf Klinkersockel schmiedeeisern.                                                | 08972991 |
| Weitere Bilder | Villa mit Nebengebäude | Leipziger Straße 73 (Karte) | Um 1905 | Gründerzeitlicher Putzbau mit Fachwerkelementen, aufwändig gestaltetes Gebäude im Heimatstil am Ortseingang, baugeschichtlich von Bedeutung. - Villa: eingeschossiger Putzbau auf Bruchsteinsockel, asymmetrisches Krüppelwalmdach, Mittelrisalit mit Dachaufbau und Zierfachwerk, Gesimsband aus Ziegelstein, originale Fenster - Nebengebäude (Schuppen): eingeschossig mit Krüppelwalmdach, geschnitzte Sparrenköpfe | 08972989 |
|                | Pfarrhaus, Scheune und Einfriedungsmauer eines Pfarrhofes | Seitenstraße 1 (Karte)      | 1794 laut Auskunft | Einfach gegliederter Putzbau mit Satteldach, unmittelbar am Kirchhof gelegen, ortshistorische Bedeutung. - Pfarrhaus: zweigeschossig, Erdgeschoss massiv, Obergeschoss Fachwerk, insgesamt verputzt, Satteldach, erneuerte Putzgliederung, profilierte Putztraufe, (neuer Anbau) - Scheune: eingeschossiger Lehmbau, Satteldach - Einfriedung: Bruchsteinsockel, an zwei Seiten Mauer, Keramikplattenabdeckung | 08972996 |

## Lübschütz
| Bild           | Bezeichnung                                                                                  | Lage                                 | Datierung                                         | Beschreibung | ID       |
| -------------- | -------------------------------------------------------------------------------------------- | ------------------------------------ | ------------------------------------------------- | --- | -------- |
| Weitere Bilder | Wegestein                                                                                    | (Flurstück 331) (Karte)              | 19. Jahrhundert, heute Kopie                      | Kopie, Inschriften, von verkehrshistorischer Bedeutung. Quadratische Sandsteinstele mit flacher pyramidaler Spitze aus dem 19. Jahrhundert mit Inschriften „Püchau 1/2 St., Karls-Allee“, „Lübschütz 1/4 St., Dögnitz 1/4 St., Wurzen 1 1/2 St.“ sowie der Inschrift „-Duplikat-“ auf der Rückseite. Wegestein als Zeugnis der verkehrstechnischen Erschließung des ländlichen Raumes von verkehrsgeschichtlicher Bedeutung. | 08973002 |
| Weitere Bilder | Bunkeranlage (Ausweichführungsstelle des Leiters der Bezirksverwaltung für Staatssicherheit) | An den Teichen (Karte)               | 1968–1972                                         | Mit Be- und Entlüftungsstutzen, Ausstattung, Lagerhalle mit Hundelaufanlage, drei Sichtblenden, Wohnhaus mit Garage, drei Bungalows, Sozialgebäude, Hundezwinger, Plattenweg, Werkstattgebäude, Schauer, Garage gegenüber Haupteingang in Lagerhalle, Einfriedung des Geländes mit Betonsäulen und Maschendrahtzaun, Eisentore, zwei Strommasten mit Überlandleitung und Umspannstation sowie zwei Verteilerkästen der Energiewirtschaft am Zaun neben dem Eingang zum Wohnhaus des ehemaligen Objektleiters, einziges erhaltenes Geschichtszeugnis für die Planungsabsichten des Staatssicherheitsapparates in Sachsen, von wissenschaftlicher Bedeutung | 08973005 |
|                | Ehemaliges Forsthaus und Brunnen am Haus                                                     | Brunnenweg 6 (Karte)                 | Um 1900, im Kern älter                            | Schlichter Putzbau mit weit vorkragendem Satteldach, ehemaliges Wohnhaus eines Oberförsters, zum Schloss Püchau gehörendes Gebäude von ortsgeschichtlicher und sozialhistorischer Bedeutung. Zweigeschossiger Massivbau (Lehm-Ziegel-Mischbauweise auf Bruchsteinsockel), verputzt, Putzgliederung, Satteldach mit weit vorkragendem Dach, Fenstersohlbänke und Türgewände in Sandstein, originale Türen und Fenster und Fensterläden, rückwärtiger zweigeschossiger Anbau mit Satteldach. | 08973000 |
|                | Transformatorenturm                                                                          | Straße des Friedens 16 (vor) (Karte) | 1. Drittel 20. Jahrhundert                        | In aufwendiger Gestaltung, Zeugnis der Elektrifizierung, versorgungs- und technikgeschichtlich von Bedeutung. Verputzter Massivbau, Unterbau mit Spitzbogentür und Krüppelwalmdach, Turmaufbau mit Ziegeldach. | 08973001 |
| Weitere Bilder | Gasthof mit Saalanbau                                                                        | Straße des Friedens 18 (Karte)       | 1837 laut Auskunft (Gasthof); um 1900 (Saalanbau) | Gasthaus Obergeschoss Fachwerk, Saalanbau schlichter Putzbau, von ortsgeschichtlicher Bedeutung. - Gasthof: zweigeschossig, Erdgeschoss massiv, Obergeschoss nur Giebel Fachwerk, Satteldach - Anbau: eingeschossig, Massivbau, verputzt, alte Tür, Satteldach | 08973004 |
|                | Wohnhaus eines ehemaligen Dreiseithofes                                                      | Straße des Friedens 27 (Karte)       | Ende 18. Jahrhundert, später überformt            | Obergeschoss Fachwerk, Zeugnis bäuerlicher Bau- und Lebensweise, baugeschichtlich von Bedeutung. Zweigeschossig, Erdgeschoss massiv, Obergeschoss in Fachwerk, Krüppelwalmdach mit Fledermausgauben, Giebel massiv erneuert, Fenster und Türen erneuert, seitlicher Anbau. | 08973003 |

## Plagwitz
| Bild           | Bezeichnung                                              | Lage                               | Datierung                 | Beschreibung | ID       |
| -------------- | -------------------------------------------------------- | ---------------------------------- | ------------------------- | --- | -------- |
| Weitere Bilder | Zwei Steine zur Einteilung der Jagdreviere (Jagensteine) | (Flurstücke 207/2 und 208) (Karte) | 19. Jahrhundert           | Jagdhistorische Bedeutung, Sandsteinblöcke, Inschriften „Jagen X.“ und „Jagen I.“ | 08972998 |
|                | Wegestein                                                | (Flurstück 258) (Karte)            | 19. Jahrhundert           | Sandstein, Inschriften, verkehrshistorische Bedeutung. Quadratische Sandsteinstele mit flacher pyramidaler Spitze aus dem 19. Jahrhundert mit Inschriften „Gerichshain 1 1/4 St.“, „Machern 1 St.“, „Plagwitz“ und weitere verwitterte Inschriftenfragmente. Wegestein als Zeugnis der verkehrstechnischen Erschließung des ländlichen Raumes von verkehrsgeschichtlicher Bedeutung. | 08972999 |
|                | Transformatorenstation                                   | Dorfstraße 7 (bei) (Karte)         | Um 1915                   | Seltene, konische Bauform, Zeugnis der Elektrifizierung, versorgungs- und technikgeschichtlich von Bedeutung. Konisch auf quadratischem Grundriss, Pyramidendach, saniert. | 08973035 |
| Weitere Bilder | Wegestein                                                | Plagwitzer Weg (Karte)             | 19. Jahrhundert, erneuert | Sandstein, Inschriften, von verkehrsgeschichtlicher Bedeutung. Kopie einer quadratischen Sandsteinstele mit Inschriften aus dem 19. Jahrhundert Wegestein als Zeugnis der verkehrstechnischen Erschließung des ländlichen Raumes von verkehrsgeschichtlicher Bedeutung. Inschriften „Posthausen/Plagwitz 1/2 St.“ und „Machern 1/2 St.“                                              | 08972997 |

## Püchau
| Bild           | Bezeichnung | Lage                                                       | Datierung | Beschreibung | ID       |
| -------------- | --- | ---------------------------------------------------------- | --- | --- | -------- |
|                | Denkmalschutzgebiet Ortslage Püchau (Vorschlag) | (Ortslage) (Karte)                                         | 17.–19. Jahrhundert                                                                                            | Denkmalschutzgebiet Ortslage Püchau (Vorschlag) | 09302403 |
|                | Wohnhaus, daran angebautes Seitengebäude, Vorgarteneinfriedung und Toranlage eines Vierseithofes (Kleebergsches Gut) | Arndsbergstraße 1 (Karte)                                  | Um 1880 | Straßenbildprägendes Bauernhaus mit aufwändig gestaltetem Giebel, ehemaliges Pferdnergut in guter Originalsubstanz, sozial- und baugeschichtlich von Bedeutung, ortsbildprägende Lage. - Wohnhaus: zweigeschossiger Massivbau, verputzt, profilierte Putztraufe, Satteldach, markant gestalteter Giebel, Sandsteinsohlbänke der Fenster, ältere Fenster, Winterfenster - Stall: verputzter Massivbau, Satteldach, Rundbogenfenster | 08973029 |
|                | Toranlage (Torbogen und Pforte) eines Bauernhofes | Arndsbergstraße 4 (Karte)                                  | Bezeichnet mit 1729                                                                                            | Letzter Torbogen im Ort, Zeugnis vergangener bäuerlicher Bauweise, baugeschichtlich von Bedeutung. Verputzter Massivbau, Torbogen mit Leutepforte, hervorgehobener Kämpfer- und Schlussstein, gedrückte Korbbogenöffnungen, bezeichnet mit 1729 (Inschrifttafel). | 08973030 |
|                | Wohnhaus mit Vorgarteneinfriedung eines Vierseithofes | Arndsbergstraße 5 (Karte)                                  | Ende 18. Jahrhundert                                                                                           | Eines der ältesten Fachwerkhäuser im Ort, Konstruktion mit K-Streben, baugeschichtlich von Bedeutung. - Wohnhaus: Erdgeschoss Lehm, Holzfenstergewände, Obergeschoss Fachwerk, originale Fenster, u. a. Schiebefenster, Satteldach, Fledermausgaube, alte Eingangstür mit Oberlicht (Gründerzeit), Giebel verputzt, Biberschwanzdeckung - Einfriedung: Eisenzaun auf Klinkersockel | 08973013 |
| Weitere Bilder | Historisches Straßenpflaster und Begrenzungsmauern des Hohlwegs sowie historische Kelleranlage unter der Straße (Hohle, Schmiedeberg, Husarensteg) | Auenstraße (Karte)                                         | 19. Jahrhundert                                                                                                | Ortsbildprägende, original erhaltene Straßenpflasterung an der Kirche, bau- und ortsentwicklungsgeschichtlich von Bedeutung. Kopfsteinpflaster in gutem Originalzustand, teilweise mit seitlicher Bruchsteinmauer, unter Straße Weinkeller (vermutlich Ende 18. Jahrhundert), ehemaliger Zugang von Hauptstraße 30 (seit 1810 ungenutzt, größtenteils verfüllt). | 08973016 |
|                | Ilsenstift, Friedensheim: ehemalige Kinderverwahranstalt des Schlosses (Einzeldenkmal der Sachgesamtheit 09302390) | Auenstraße 11a (Karte)                                     | Bezeichnet mit 1895                                                                                            | Einzeldenkmal der Sachgesamtheit Rittergut Püchau; ortshistorische Bedeutung, Gründerzeitbau. Eingeschossiger Putzbau, Satteldach, Biberschwanzdeckung, Drempelgeschoss, Putznutung, Giebel mit aufwändiger Putzgliederung in geometrischen Formen, am Gebäude Schriftzug „Friedensheim“ und „Ilsenstift“ (benannt nach Ilse von Campe), bezeichnet mit 1895 (am Giebel). | 08973014 |
| Weitere Bilder | Aquädukt über die Mulde (Röhrenbrücke) | Canitz 21 (zu) (Karte)                                     | 1912 | Betriebsanlage des Wasserwerkes Canitz für Rohrleitungen über die Mulde zur Wasserversorgung Leipzigs, (siehe auch Gemeinde Thallwitz, nordöstlicher Teil der Brücke Gemarkung Canitz, 08972261), orts- und technikgeschichtlich von Bedeutung | 09305762 |
| Weitere Bilder | Peterskirche (mit Ausstattung) sowie Kirchhof mit Gedenkstein, Stützmauer, Einfriedung und zwei Kirchhofstoren | Hauptstraße (Karte)                                        | 1570 (Kirche); 1732 (Kirchturm); bezeichnet mit 1869 (Kirche); romanisch (Taufstein); 1883–1917 (Gedenkstein)  | Auf hohem Bergsporn errichtete, weithin sichtbare Kirche, die das Ortsbild prägt, im Rundbogenstil des 19. Jahrhunderts, der ältere Turm aus barocker Zeit, architektur- und ortsgeschichtlich von Bedeutung. - Kirche: neuromanische Saalkirche, polygonaler Chor (5/8-Schluss), Sandsteinsockel zum Teil aus Grabsteinen, Putzbau, quadratischer Westturm mit oktogonalem Aufsatz und Haube, Laterne, Spitze, Kugel und Wetterfahne, innen: Empore auf gusseisernen Säulen, im Chor bunte Bleiglasfenster, Schnitzkanzel, romanischer Taufstein, Grabsteine derer von Hohenthal - Kirchhof: zwei Torbögen auf Klinkerpfosten, profilierte Holzstützen, Überdachung mit Biberschwanzdeckung, auf dem Kirchhof Gedenkstein bezeichnet mit 1883–1917 (Granitblock) - Silbermannorgel: Pedallos, erhielt 1860 durch G. Geißler, Eilenburg, ein zweites Manual. Da das Positiv angeblich durch den Holzwurm fast zerstört war, trat an seine Stelle in den 1920er Jahren eine Jehmlich-Orgel. | 08973017 |
| Weitere Bilder | Bogenbrücke mit Inschrifttafel | Hauptstraße (Karte)                                        | Bezeichnet mit 1655                                                                                            | Verkehrshistorisch bedeutende Straßenbrücke mit altem Straßenpflaster ein für das Ortsbild wichtiges Ensemble. Einbogige hohe Straßenbrücke über die Hohle, aus Ziegelmauerwerk, obere Abdeckung aus Sandsteinplatten, Stützmauern, bezeichnet mit 1655 (Inschrifttafel). Inschriftentafel an Brückenmauer: „Thal (?) Herr Herr Heinrich von Taube C.F.S.H.M. Gebauet M. Michael Hoffman ANNO 1655“, Pflasterung mit Straßenbefestigung: ca. 1,80 m hoch, Bruchsteinmauerung. | 08973025 |
| Weitere Bilder | Wegestein | Hauptstraße (Karte)                                        | 19. Jahrhundert, Schrift erneuert                                                                              | Sandstein, Inschrift, verkehrshistorische Bedeutung. Quadratische Sandsteinsäule mit Inschriften „Plagwitz 1,7 km“ und „Taucha 10 km“ (Farbanstrich). Wegestein als Zeugnis der verkehrstechnischen Erschließung des ländlichen Raumes von verkehrsgeschichtlicher Bedeutung. | 08973010 |
| Weitere Bilder | Sächsisch-Preußischer Grenzstein: Pilar Nr. 32 (linkselbisch) sowie 33 Läufersteine | Hauptstraße (Karte)                                        | Nach 1828 | Siehe auch Sachgesamtheit 09305644; vermessungs- und landesgeschichtlich von Bedeutung als Zeitdokument der historischen Grenzziehung zwischen Sachsen und Preußen nach dem Wiener Kongress 1815. Etwa 1,50 m hohe, schlanke Stele aus Porphyr mit gegenüberliegend eingemeißelten Inschriften (Nummer 32 und Länderkürzel KS/KP) direkt auf der Grenzlinie, zugehörig 33 Läufersteine in unregelmäßigen Abständen auf der Grenzlinie; Obelisk auf freier Feldflur stehend, stark verwittert, Läufersteine wegen Landwirtschaft nicht mehr alle vorhanden. | 08973009 |
|                | Ehemaliges Forsthaus sowie Nebengebäude und Hofpflasterung | Hauptstraße 16 (Karte)                                     | 1902 | Ortsbildprägender Bau im Ensemble mit Schloss, Kirche und Pfarrhaus, Bedeutung für Ortsgeschichte und Dokument des sächsischen Forstwesens, schlichter gründerzeitlicher Putzbau mit original erhaltener Ausstattung. Zweigeschossig, Kellergeschoss, fünfachsig, Mittelrisalit dreiachsig, Zwerchhaus, Putzfassade, im Erdgeschoss abgefaste Fensterrahmungen, im Obergeschoss feine Putzgliederung, Sandsteinsohlbänke, Bruchsteinsockel, Ziegelbau, doppelläufige Treppe zum Eingang, Altliste, original: Haustür, Türen im Inneren teilweise mit Türklinken, Fensterflügel im Eingangsbereich, Treppenhaus mit Sandsteinstufen und Handlauf, sehr breite Holztreppe im Dachgeschoss, Fußböden, Mittelzimmer im Erdgeschoss mit Holzpaneel, Fenster. | 08966406 |
| Weitere Bilder | Pfarrhaus, Seitengebäude und Einfriedung eines Pfarrhofes | Hauptstraße 18 (Karte)                                     | Bezeichnet mit 1595                                                                                            | Das Pfarrhaus ein ortsgeschichtlicher und architekturhistorisch bedeutender Renaissancebau mit Sitznischenportal, eingeschossiges Seitengebäude mit Fachwerkgiebel. - Pfarrhaus: zweigeschossiger Putzbau, rundbogiges Sitznischenportal mit Wappen derer von Ende, bezeichnet mit 1595 (in Archivolte), Fenster profilierte Steingewände (Renaissance), profiliertes Kranzgesims, Satteldach mit Biberschwanzdeckung (Krondeckung), innen: Keller Tonnengewölbe, Erdgeschoss Kreuzgratgewölbe, Obergeschoss Balkendecken, bis zum Dachgeschoss Wendelstein - Nebengebäude: Bruchsteinmauer, Holzgewände (Stall), ein Fachwerkgiebel mit Mitteldrehflügelfenster, ein Giebel massiv, Krüppelwalmdach - Einfriedung: aus Klinkermauerwerk mit Pfosten | 08973018 |
|                | Wohnhaus | Hauptstraße 21 (Karte)                                     | 1. Hälfte 19. Jahrhundert, spätere Umbauten                                                                    | Obergeschoss Fachwerk verputzt, Zeugnis ländlicher Bau- und Lebensweise vergangener Zeiten, ehemalige Tischlerei, ehemaliges Gemeindehaus, baugeschichtlich und ortsgeschichtlich von Bedeutung. Zweigeschossig, Erdgeschoss massiv (Lehm), Obergeschoss Fachwerk, insgesamt verputzt, Giebel verbrettert, Krüppelwalmdach, im Erdgeschoss Fenster mit Holzgewände. | 08973028 |
| Weitere Bilder | Friedhof Püchau (Sachgesamtheit) | Hauptstraße 35 (Karte)                                     | 19. Jahrhundert                                                                                                | Sachgesamtheit Friedhof Püchau mit folgenden Einzeldenkmalen: Leichenhalle, Einfriedung mit drei Eingangstoren und einer Pforte, Grufthaus der Familie von Hohenthal und Kriegerdenkmal für die Gefallenen des 1. Weltkrieges (08973019) und der gärtnerischen Friedhofsgestaltung (Sachgesamtheitsteil); ortsgeschichtlich bedeutender Friedhof mit architektonisch wichtigem neogotischen Kapellenanbau. - Neogotische Grabkapelle: auf kreuzförmigem Grundriss, Sandsteinsockel, Satteldach, Vierung durch Giebel hervorgehoben, Dachreiter mit Laterne (Spitzdach fehlt), einjochige Eingangshalle mit aufwändig gestaltetem Eisengitter, Eingangstreppe mit steinmetzmäßig bearbeitetem Sandsteingeländer (Fischblasenornamentik), spitzbogiges Eingangsportal (Holztür an Außenseite mit Eisen beschlagen) mit floral gestalteten Archivolten, Innenraum: dreijochiges Querhaus und einjochiger Chor mit Kreuzrippengewölbe, Kapitelle und zwei Schlusssteine aus floralen Motiven, an den Wänden Grabplatten derer von Hohenthal, Mensa auf neogotischen Säulen, Fußboden aus Sandsteinplatten, Spitzbogenfenster (1965 und 1999 restauriert), an der Außenmauer der Kapelle: Grabmal des Grafen Heinrich von Bünau (gestorben 1768) aus Sandstein (Büste des Verstorbenen, Engel, klagende Frau), Steinsarkopharg umgesetzt - Leichenhalle: eingeschossiger Putzbau mit Satteldach, tudorbogenförmiger Eingang, Spitzbogenfenster, Giebel durch Steinkreuz gekrönt - Kriegerdenkmal: auf begrüntem Hügel großer Gedenkstein mit Inschrift „Dennoch! Psalm 73, V.2“, gesäumt von Buchen und Rundweg, äußere Umfassungsmauer mit Tafeln, auf denen die Namen der Toten angebracht sind, vor der Anlage Bänke auf Sandsteinsockel - Einfriedung: verputzte Ziegelmauer mit Biberschwanzdeckung, zwei Segmentbogentore, eine Leutepforte, eine weitere Durchfahrt mit zwei Torpfeilern | 09302391 |
| Weitere Bilder | Leichenhalle, Einfriedung mit drei Eingangstoren und einer Pforte, Grufthaus der Familie von Hohenthal, Kriegerdenkmal für die Gefallenen des Ersten Weltkrieges (Einzeldenkmale der Sachgesamtheit 09302391)                                                 | Hauptstraße 35 (Karte)                                     | Um 1770 (Grabmal Heinrich von Bünau); um 1860 (Grufthaus); nach 1918 (Kriegerdenkmal)                          | Einzeldenkmale der Sachgesamtheit Friedhof Püchau; ortsgeschichtlich bedeutender Friedhof mit architektonisch wichtigem neogotischen Kapellenanbau | 08973019 |
| Weitere Bilder | Sächsisch-Preußischer Grenzstein: Pilar Nr. 31 (linkselbisch) sowie 74 Läufersteine | Hauptstraße 36, 38 (hinter) (Karte)                        | Nach 1828 | Siehe auch Sachgesamtheit 09305644; vermessungs- und landesgeschichtlich von Bedeutung als Zeitdokument der historischen Grenzziehung zwischen Sachsen und Preußen nach dem Wiener Kongress 1815. Etwa 1,50 m hohe, schlanke Porphyrtuffstele mit gegenüberliegend eingemeißelten Schriftfeldern für Nummer 31 und Länderkürzel KS/KP (Inschriften nachträglich abgearbeitet, nicht mehr lesbar), direkt auf der Grenzlinie, Stele stark abgewittert, zugehörig 74 Läufersteine in unregelmäßigen Abständen auf der Grenzlinie. nebenstehender Stein: bezeichnet „No 41, 1784“, Rückseite „... RIC“, Sandstein, halbrunder Abschluss (vermutlich älterer Grenzstein). | 08973027 |
| Weitere Bilder | Mühlgut mit Turmholländer und Scheune (Sachsenmühle, Holländermühle Püchau) | Hauptstraße 37, 39 (Karte)                                 | Bezeichnet mit 1888                                                                                            | Mühle in landschaftsprägender Insellage, orts- und technikgeschichtlich von Bedeutung. - Windmühle: als Wohnhaus genutzt, runder Massivbau mit halbrund umschließendem, eingeschossigem Anbau, Mühle zweigeschossig, an allen vier Seiten Fenster, Kegeldach mit Wetterfahne „H.W.1888“ (Inschrift), erb. 1850, hohe Haube, ursprünglich fünf Flügel, später vier Ventikanten, zuletzt Jalousieflügel angebaut und Windrose (nicht erhalten), Technik nicht erhalten - Scheune eingeschossig, mit Anbauten, Satteldach, Ziegelbau als Lagergebäude genutzt Wohnhaus kein Denkmal. | 08973008 |
|                | Spritzenhaus | Schloßstraße (Karte)                                       | 19. Jahrhundert                                                                                                | Als Lehmbau baugeschichtlich wichtiges Gebäude von hoher Originalität, ortsgeschichtlich von Bedeutung. Eingeschossiger Putzbau, Lehmwellerbau, Satteldach, alte Tür, Türsturz aus Holz, im Giebel Rundfenster mit Eisengitter (florales Motiv), innen originale Holzverschläge, profilierte Traufe aus Holz. | 08973021 |
| Weitere Bilder | Bogenbrücke (Petersbrücke, Kirchbrücke), Einzeldenkmal der Sachgesamtheit 09302391 | Schloßstraße (Karte)                                       | Bezeichnet mit 1564                                                                                            | Einzeldenkmal der Sachgesamtheit Rittergut Püchau; zwischen Kirche und Schloss, straßenbildprägende Brücke von ortshistorischer Bedeutung. Vierbogige Brücke aus Mischmauerwerk mit Stützmauer (fünfter Bogen vermauert), 25 m lang, verschieden große Bögen, größtenteils verputzt, darunter Ziegelsteine, an östlicher Außenmauer zwei Wappen (aus Sandstein) des Utz von Ende, bezeichnet mit 1564 (Wappen), 1899 und 1990/1991 restauriert. | 08973012 |
|                | Wohnhaus eines Bauernhofes | Schloßstraße 6 (Karte)                                     | Ende 18. Jahrhundert                                                                                           | Fachwerkkonstruktion mit K-Streben, eines der ältesten Fachwerkhäuser des Ortes mit markantem Giebel zur Straße, ein ehemaliges Kästnergut, bau- und sozialgeschichtlich von Bedeutung. Zweigeschossig, Erdgeschoss massiv (vermutlich Lehm), Tür erneuert, Obergeschoss Fachwerk, originale Fenstergrößen, K-Streben (halbe Wilde Männer), Satteldach. | 08973020 |
| Weitere Bilder | Rittergut Püchau (Sachgesamtheit) | Schloßstraße 7, 9, 13, 14, 15, 20 (Auenstraße 11a) (Karte) | 17. Jahrhundert und 19. Jahrhundert                                                                            | Sachgesamtheit Rittergut Püchau mit folgenden Einzeldenkmalen: Schloss mit Nebengebäude, unter anderem die sogenannte Heinrichsburg und der Marstall, sowie Brunnen, Einfriedung im Schlosshof und zum Park, zwei Toranlage zum Park, Brücke im Schlosshof und Denkmal im Park (08973006), ehemalige Reitbahn und Pferdestall (08973024), Haus des Oberschweizers (08973015), Haus des Rittergutsinspektors (08973011), Ilsenstift (Auenstraße 11a, 08973014), Parkanlage (Gartendenkmal) und den Sachgesamtheitsteil: Hofpflasterung der Schlossanlage; herausragender landschaftlicher Park aus der ersten Hälfte des 19. Jahrhunderts mit starkem Bezug zur umgebenden Auenlandschaft, einschließlich seines gliedernden Wegesystems, struktur- und raumbildender Bepflanzung, Teich und Blickbeziehungen innerhalb der Anlage bzw. in die Muldelandschaft, von ortshistorischer, gartenkünstlerischer und kunsthistorischer Bedeutung | 09302390 |
|                | Ehemalige Reitbahn (Nr. 7) und Pferdestall (Nr. 9) des Schlosses (jetzt Schlosscafé Püchau), Einzeldenkmale der Sachgesamtheit 09302390 | Schloßstraße 7, 9 (Karte)                                  | 19. Jahrhundert                                                                                                | Einzeldenkmale der Sachgesamtheit Rittergut Püchau; kulturhistorisch wichtige Wirtschaftsgebäude des Schlosses Püchau. - ehemalige Reithalle: eingeschossig, Segmentbogenportal, flaches Satteldach, Sandsteinsockel, über Portal Sandsteinwappen der Familie von Hohenthal - ehemaliger Pferdestall (für herrschaftliche Reitpferde): zweigeschossiger Putzbau, Satteldach, Biberschwanzdeckung, Erdgeschoss rundbogige Fenster (in den 1990er Jahren zur Vergrößerung der Stallfenster Sohlbänke nach unten versetzt), Obergeschoss kleine quadratische Fenster | 08973024 |
|                | Wohnhaus (Rentmeisterhaus) | Schloßstraße 10 (Karte)                                    | Bezeichnet mit 1710; bezeichnet mit 1842                                                                       | Als ehemaliges Wohnhaus des Rentmeisters des Schlosses von kulturhistorischer Bedeutung, Putzbau mit schlichtem klassizistischem Portal und Walmdach, ortsgeschichtlich von Bedeutung. Zweigeschossiger Putzbau, Erdgeschoss massiv, Obergeschoss Fachwerk, original erhaltene Eingangstür und Türschloss, bezeichnet mit 1710 (im Türsturz) und bezeichnet mit 1842 (am Türgewände), Inschrift an Tür „Immanuel“ „1710“ „1842“, gerade Türüberdachung (gekehlt), an Giebelseite zweiter Eingang mit Sandsteingewände und gerader, gekehlter Überdachung, rückseitige Traufseite im Obergeschoss verbrettert, Biberschwanzdeckung. | 08973023 |
|                | Wohnhaus (Haus des Oberschweizers, Rittergut Püchau), Einzeldenkmal der Sachgesamtheit 09302390 | Schloßstraße 13 (Karte)                                    | 1. Hälfte 19. Jahrhundert, im Kern vermutlich älter                                                            | Einzeldenkmal der Sachgesamtheit Rittergut Püchau; zum Schlosskomplex gehörendes Wohnhaus des Brenners bzw. des Oberschweizers, von ortshistorischer Bedeutung. Zweigeschossig, verputzter Massivbau (Ziegelstein), Walmdach, Fenster und Tür erneuert. | 08973015 |
| Weitere Bilder | Wohnhaus mit angebautem Seitengebäude und ehemaligen Ställen (Haus des Rittergutsinspektors), Einzeldenkmale der Sachgesamtheit 09302390 | Schloßstraße 14, 15 (Karte)                                | Im Kern 18. Jahrhundert                                                                                        | Einzeldenkmale der Sachgesamtheit Rittergut Püchau; zum Schlosskomplex gehörendes Wohnhaus des Rittergutsinspektors bzw. Rittergutspächters von ortshistorischer Bedeutung. Zweigeschossiger Massivbau auf hakenförmigem Grundriss, verputzt, Satteldach, Anbau mit Walmdach, Biberschwanzdeckung, Putzgliederung: Gesimsband, Fensterumrahmung. | 08973011 |
| Weitere Bilder | Schloss mit Nebengebäuden, unter anderem die sogenannte Heinrichsburg und der Marstall, sowie Brunnen, Einfriedung im Schlosshof und zum Park, zwei Toranlage zum Park, Brücke im Schlosshof und Denkmal im Park (Einzeldenkmale der Sachgesamtheit 09302390) | Schloßstraße 20 (Karte)                                    | 1651 (Heinrichsburg); bezeichnet mit 1656 (Marstall); 1833–1835 (Gutspark); 1838–1850, im Kern älter (Schloss) | Einzeldenkmale der Sachgesamtheit Rittergut Püchau; von ortshistorischer und kunsthistorischer Bedeutung, prachtvolle Schlossanlage, geprägt von Umbauten im neogotischen Stil. - Schloss: Dreiflügelanlage, verputzter Ziegelsteinbau auf Bruchsteinsockel mit Sandsteingliederungen, zinnenbekrönter Wehrgang zwischen zwei Flügeln, mehrere Türme bzw. turmartige Aufbauten, steiles Walmdach, reiches neogotisches Dekor, innen: Erdgeschoss Holzvertäfelung im „Waffensaal“, Obergeschoss Wappensaal mit Sandsteinkamin in spätgotischen Formen und Kassettendecke, Speisesaal mit Landschaftsdarstellungen der Hohenthalschen Besitzungen (in die Holztäfelung eingefügt), am Schloss Gedenkstein des Grafen von Bünau, bezeichnet mit 1691 - sogenannte Heinrichsburg: Herrenhaus an Südseite des Gutshofes von 1651, verputzter Ziegelsteinbau mit Volutengiebel - Marstall: an Nordseite des Gutshofes, dreigeschossig, Mansarddach, neogotisches Dekor - ehemalige Remise an der Südseite des Gutshofes: zweigeschossig, Walmdach, originale Tore, neogotisches Dekor - Park: leicht verwildert, Parkbauten (neogotische Torpfeiler mit Zinnenkranz-Aufsatz, neogotische ehemalige Brücke, Gedenkstein) | 08973006 |

## Tabellenlegende
- Bild: Bild des Kulturdenkmals, ggf. zusätzlich mit einem Link zu weiteren Fotos des Kulturdenkmals im Medienarchiv Wikimedia Commons. Wenn man auf das Kamerasymbol klickt, können Fotos zu Kulturdenkmalen aus dieser Liste hochgeladen werden:
- Bezeichnung: Denkmalgeschützte Objekte und ggf. Bauwerksname des Kulturdenkmals
- Lage: Straßenname und Hausnummer oder Flurstücknummer des Kulturdenkmals. Die Grundsortierung der Liste erfolgt nach dieser Adresse. Der Link (Karte) führt zu verschiedenen Kartendiensten mit der Position des Kulturdenkmals. Fehlt dieser Link, wurden die Koordinaten noch nicht eingetragen. Sind diese bekannt, können sie über ein Tool mit einer Kartenansicht einfach nachgetragen werden. In dieser Kartenansicht sind Kulturdenkmale ohne Koordinaten mit einem roten bzw. orangen Marker dargestellt und können durch Verschieben auf die richtige Position in der Karte mit Koordinaten versehen werden. Kulturdenkmale ohne Bild sind an einem blauen bzw. roten Marker erkennbar.
- Datierung: Baubeginn, Fertigstellung, Datum der Erstnennung oder grobe zeitliche Einordnung entsprechend des Eintrags in der sächsischen Denkmaldatenbank
- Beschreibung: Kurzcharakteristik des Kulturdenkmals entsprechend des Eintrags in der sächsischen Denkmaldatenbank, ggf. ergänzt durch die dort nur selten veröffentlichten Erfassungstexte oder zusätzliche Informationen
- ID: Vom Landesamt für Denkmalpflege Sachsen vergebene, das Kulturdenkmal eindeutig identifizierende Objekt-Nummer. Der Link führt zum PDF-Denkmaldokument des Landesamtes für Denkmalpflege Sachsen. Bei ehemaligen Kulturdenkmalen können die Objektnummern unbekannt sein und deshalb fehlen bzw. die Links von aus der Datenbank entfernten Objektnummern ins Leere führen. Ein ggf. vorhandenes Icon  führt zu den Angaben des Kulturdenkmals bei Wikidata.

## Ausführliche Denkmaltexte
1. ↑   Villa mit Garten und Einfriedung (Nepperwitzer Weg 6 in Machern):
  - Villengarten: Die Villa im Ortsteil Wenigmachern wurde 1905 für den Leipziger Schneider Friedrich Hientzsch errichtet (Datierung nach bauseitiger Wappentafel/Monogramm, später auch abweichende Namensschreibweise „Hinsch“) und diente als Alterswohnsitz des Bauherren. Nach Besitzerwechsel wurde die Villa um 1971 verstaatlicht und als Mehrparteienwohnhaus genutzt.
  - Gebäude:
    - die Villa ist etwa in der Mitte des Grundstücks eingeordnet (in dessen heutiger Abgrenzung)
    - hinter der Villa befindet sich ein kleines Wirtschaftsgebäude in schlichter Ausführung (Schuppen, eventuell ursprünglich auch Kleintierhaltung?)

  - Einfriedung:
    - Fassung der Einfahrt mit bogenförmigen Mauerwangen (Naturstein-Schichtmauerwerk, ein Pfeiler aus gleichem Material befindet sich an der Straßenfront des benachbarten Flurstücks 1138/1), zweiflügeliges Tor und separate Pforte aus Holz (vermutlich. Originalbestand)
    - übrige Abschnitte der Einfriedung in moderner (provisorischer) Form, an der Straßenseite überwiegend Gehölzaufwuchs

  - Vegetation:
    - Vorgarten modern überformt (beauflagter Einbau eines Löschwasserreservoirs/Teich), rückwärtiger Teil heute Rasenfläche ohne erkennbare historische Wege
    - einzelne Altbäume, überwiegend nahe der Grundstücksgrenzen (teilweise nicht mit Sicherheit der Bauzeit der Villa zuzuordnen, eventuell  spätere Ergänzungen, Spitz-Ahorn/Acer platanoides, Gemeine Esche/Fraxinus excelsior, Stiel-Eiche/Quercus robur und Rosskastanie/Aesculus hippocastanum)
    - einige ältere Nadelgehölze in Einzelstellung oder kleinen Gruppen, meist in Randbereichen sowie im rückwärtigen Gartenteil (Schwarz-Kiefer/Pinus nigra, Gemeine Kiefer/Pinus sylvestris, Stech-Fichte/Picea pungens i.S., Douglasie/Pseudotsuga menziesii)

  - Ausstattung: Befestigungen schmaler Verbindungswege zwischen Villa und Nebengebäude mit gelben Klinkern (Randeinfassungen aus gleichem Material, eventuell  historischer Altbestand/Datierung unsicher)
  - Sichten: bemerkenswerte Sicht von der südwestlichen Grundstücksecke (Flurstück 1139/6) über die Feldflur zum Schlosspark Machern mit der Ritterburg als „point de vue“
  - Deutung/Bewertung: Die Villa Hientzsch dokumentiert die Reaktivierung der Wüstung Wenigmachern als Siedlungsort zu Beginn des 20. Jahrhunderts. In Verbindung mit dem zugehörigen Freiraum (Garten) repräsentiert das Gebäude exemplarisch Formen des bürgerlichen Lebensstils dieser Zeit (orts- und baugeschichtliche Bedeutung, Garten und Einfriedung/Toranlage als Nebenanlagen bestätigt).
2. ↑  Zwei Villen (Plagwitzer Weg 6e, 6d: in Machern)

  - Grundsätzliche Gliederung:
    - Villa Schöttler, Plagwitzer Weg 6e
    - Wirtschaftsgebäude/Remise der Villa Schöttler, Plagwitzer Weg 6d
    - ursprünglich Gartenanteil der Villa Schöttler, heute Neubau Plagwitzer Weg 8 (LVB-Fortbildungszentrum)
    - Villa Linnemann, ohne eigene Hausnummer/zu Plagwitzer Weg 8 gehörig (LVB-Fortbildungszentrum)
    - Wirtschaftsgebäude/Remise der Villa Linnemann, Plagwitzer Weg 8a

  - Villa Schöttler (Villengarten/Landhausgarten): Die Villa wurde (wahrscheinlich ursprünglich als Landsitz bestimmt) um 1906/07 für Horst Schöttler errichtet, Mitinhaber einer Leipziger Zigarrenfabrik. Ab 1907 lebte Schöttler mit seiner Familie ständig in Machern, zog sich wenig später aus der Teilhaberschaft der Zigarrenfabrik zurück und arbeitete als Schriftsteller und Redakteur. Um 1910 wurde das Anwesen an Karl August Fritzsche verkauft (Sohn bzw. Neffe der Inhaber der Firma Schimmel & Co., Miltitz), blieb aber weiterhin Wohnsitz der Familie Schöttler. Ab 1951 diente das Gebäude den Leipziger Verkehrsbetrieben als betriebseigenes Werktags-Kindervollheim/Schulclub-Internat (seit 1958 in Verbindung mit der benachbarten Villa Linnemann).
  - Einfriedung/Erschließung: Grundstückseinfriedungen und die heutige Fassung des Zufahrtstores (jetzt Plagwitzer Weg 6d) in moderner Ausführung, im Zuge der Umnutzung ab 1951 bzw. nach jüngster Grundstücksteilung wurde die Zufahrt verlegt (derzeit provisorische Zufahrt an der nördlichen Grundstücksgrenze)
  - Bodenrelief/Gewässer: leicht ansteigend nach Osten ansteigend (Westhang des Sorgenbergs)
  - Vegetation:
    - Altbaumbestand in der Umgebung der Villa, Deckpflanzung entlang der südlichen Grundstücksgrenze
    - auffallend vor allem Solitäre von Silber-Linde (Tilia tomentosa) und Rot-Eiche (Quercus rubra), außerdem Rosskastanien (Aesculus hippocastanum) und Stiel-Eichen (Quercus robur), Stubben von früherem Solitär einer Pappel (wahrscheinlich Populus x canadensis), vor der Südseite der Villa einzelne Nadelgehölze (Weymouths-Kiefer/Pinus strobus, Wald-Kiefer/Pinus sylvestris, Schwarz-Kiefer/Pinus nigra und Douglasie/Pseudotsuga menziesii), in Deckpflanzung und als Beimischung in Gruppen außerdem Winter-Linde (Tilia cordata), Hainbuche (Carpinus betulus), Spitz-Ahorn (Acer platanoides), Feld-Ahorn (Acer campestre), Kolchischer Ahorn (Acer cappadocicum), Gemeine Robinie (Robinia pseudoacacia) und Feld-Ulme (Ulmus minor/campestris/carpinifolia)
    - im Gehölzbestand des Grundstücks Plagwitzer Weg 6d weitere Relikte der früheren Anpflanzungen, durch moderne Gartengestaltung überprägt
    - weiterer Altbaumbestand auf dem Flurstück 153/3 (Plagwitzer Weg 8)

  - Sichten: nach Darstellung des Messtischblatts Zufahrt ursprünglich geradlinig auf die Villa bezogen (später möglicherweise verändert), als Sicht vom Tor zur Villa nachvollziehbar, jedoch durch jüngere Baumpflanzungen auf dem Grundstück Plagwitzer Weg 6d perspektivisch gestört
  - Deutung/Bewertung: Das Grundstück Plagwitzer Weg 6e ist Bestandteil eines Ensembles aus zwei Villen/Landhäusern des frühen 20. Jahrhunderts. In ihrer architektonischen Gestaltung, den zugehörigen Nebengebäuden sowie der gärtnerischen Ausgestaltung der weiträumigen Grundstücke repräsentieren jene exemplarisch bürgerliche Landsitze dieser Periode in der Umgebung der Stadt Leipzig. In diesem Gesamtkontext ist das Anwesen von gartenhistorischem Interesse, jedoch durch Veränderungen in jüngerer Zeit bzw. in Folge der Grundstücksteilung in seinem heutigen Aussagewert beeinträchtigt (Nebenanlage).
3. ↑  Bunkeranlage in Lübschütz:

Objekt inmitten eines Naturschutzgebietes gelegen, als Bauplatz diente eine nicht mehr bewirtschaftete Kiesgrube:
  - äußere Sicherheitszone: 
    - Wohnhaus des objektverantwortlichen Offiziers
    - Doppelgarage
    - drei Bungalows mit Klärgrubenanschluss und Nachtspeicheröfen
    - Betonplattenwege

  - innere Sicherheitszone: 
    - große Lagerhalle
    - Bunker mit technischen Anlagen, Sichtblenden
    - ein Hundezwinger
    - fünf Garagen
    - eine Sanitärbaracke
    - ein Schauer
    - eine Werkstatt

  - Kernstück: 
    - massiver Stahlbeton-Bunker mit der Grundfläche 35 × 41 m, als Grabenschutzbauwerk vom Typ I/15/V2a errichtet (Gründungstiefe etwa 5 m, Bedeckung mit Erde ca. 2,50 m), Zugang über zwei Treppen mit automatischen Eingangsschleusen, über dem Eingangsbereich eine einfache typisierte Lagerhalle, im Bunker hat sich der Großteil der festen Ausstattung erhalten, bewegliche Gerätschaften und Ausstattungsstücke zum Teil beschädigt, (einige Gegenstände von Mitarbeitern des MfS beseitigt, von NVA, Post oder Polizei demontiert oder später gestohlen), Mehrzahl der originalen Ausstattungsgegenstände vorhanden oder wiederbeschafft worden
    - als Leichthalle erbaute Lagerhalle mit zwei großen Holztoren (diente als Legendierung der Bunkerzugänge, die leichten Materialien der Hallenkonstruktion sollten gewährleisten, dass bei einer Zerstörung der Halle die Bunkereingänge nicht verschüttet wurden)
    - eine Schlosserwerkstatt war abgetrennt
    - außen sicherten Hundelaufanlagen mit Hundehütten den Sicherheitsbereich